# زرمن
زرمن (بالفارسية: زرمان) هي مستوطنة تقع في قسم دوبلوك الريفي في إيران. يقدر عدد سكانها بـ 200 نسمة .